# Valle (Noruega)
Valle é uma comuna da Noruega, com 1289 km² de área e 1 403 habitantes (censo de 2004).